# Petrochimi Iman Harbour BC
El Petrochimi Iman Harbour BC (en persa: تیم بسكتبال پتروشیمی بندر امام‎) es un club iraní de baloncesto profesional con sede en la ciudad de Mahshahr que compite en la Superliga de baloncesto de Irán, la máxima categoría del baloncesto en aquel país.
Disputa sus encuentros como local en el pabellón Andisheh Arena.
Los colores del equipo son el azul y el amarillo. El entrenador del equipo es  Mehran Hatami. 

## Plantilla actual
Palmarés:
- Segundo liga regular Superliga de Irán : 2006
- Finalista Superliga : 2006,2007,2012
- Semifinalista Superliga : 2009,2010,2011
- Campeón liga regular Superliga : 2009,2013
- Campeón de la Superliga : 2013
- Semifinalista WABA : 2008
- Tercero grupo A WABA : 2012